# VDIM
VDIM（Vehicle Dynamics Integrated Management）とは、トヨタ自動車が開発した「統合車両姿勢安定制御システム」である。

## システムの概要
横滑り防止装置（VSC）、アンチロックブレーキシステム（ABS）、電子制御ブレーキシステム（EBD）、トラクションコントロールシステム（TRC）、電動パワーステアリング（EPS）などの各種装置を電気的に接続し（ブレーキ・バイ・ワイヤおよびドライブ・バイ・ワイヤ）、コンピュータで統合制御するシステムである。2004年に登場したクラウンマジェスタに初搭載された。
急制動・急旋回時や凍結路面などにおける危険回避性能をより高めたもので、従来の横滑り防止装置はタイヤの空転又は車両の横滑りが実際に発生してから制御を開始していたが、VDIMでは車両の挙動を常にモニタリングし、限界に至る前から制御を開始するという点が特徴である。2012年現在、トヨタ・レクサス両ブランドの上位車種を中心に搭載されている。

## 採用車種（日本国内における展開車種のみ記載）
トヨタ
- クラウンマジェスタ（4代目 S180型-）
- クラウン（13代目 S20#型-）
- マークX（2代目 GRX130型。3.5Lエンジン搭載グレードのみ装備）
- エスティマハイブリッド（2代目 AHR20W型）
- アルファードハイブリッド/ヴェルファイアハイブリッド（ATH20W型）
- ハリアーハイブリッド（輸出名：レクサスRX400h）

レクサス
- LS（4代目 F40型）
- GS（3代目 S19#型-）
  - GS460・GS430・GS450h全車。GS350・GS250は4代目（L1#型）から装備。
- IS（2代目 GSE2#/型）
  - IS350全車。IS250は2009年型以降に装備。
- RC
  - RC Fを含み、全シリーズ標準装備。
- RX（3代目 AGL10W/GGL1#W/GYL1#W型）
  - RX450h・RX350全車。RX270は後期型（2012年型以降）の“version L”のみ装備。
- IS F
- LFA